# Sook-Yin Lee
Sook-Yin Lee – kanadyjska osobowość medialna – aktorka, reżyser filmowa, spikerka radiowa, urodzona w Vancouver w Kolumbii Brytyjskiej. Znana także pod pseudonimami Sook i S.Y.L.

## Życiorys
Dorastała w rodzinie mówiącej w języku kantońskim. Jej ojciec pochodzi z Hongkongu, a matka – z Chińskiej Republiki Ludowej. Zainteresowanie odnalazła w sztuce – w muzyce i w filmie. Była członkinią – wokalistką – zespołu o nazwie Bob's Your Uncle, grającego rock alternatywny, z którym od 1985 do 1993 roku wydała cztery albumy. Gdy grupa się rozpadła, Lee rozpoczęła karierę solową, wydając dwie płyty (Lavinia's Tongue oraz Wigs 'n Guns), a także udzielając się jako aktorka teatralna, telewizyjna i filmowa. Obecnie jest wokalistką w zespole Slan.
W 1995 roku została Video Jockeyem kanadyjskiej anglojęzycznej stacji telewizyjnej MuchMusic, zlokalizowanej w Toronto w prowincji Ontario. Lee została prowadzącą programu The Wedge, który zadebiutował w roku 1992 i zajmował się muzyką alternatywną. Artystka zdeklarowała się jako biseksualistka. W 1995 roku, w dniu, w którym orientacja seksualna została uwzględniona w Kanadyjskiej Karcie Praw i Swobód przez Sąd Najwyższy w Kanadzie, Lee, w ramach świętowania podjętej decyzji, pocałowała kobietę na żywo w telewizji. Następnie, w 1997 roku, pojawiła się w magazynie LGBT Xtra!.
Po opuszczeniu MuchMusic w 2001 roku, najpierw wybrała się w podróż do Kostaryki, a wkrótce potem została spikerką radiową w CBC Radio One. W sobotnie wieczory prowadziła magazyn Definitely Not the Opera (DNTO), zajmujący się popkulturą. W międzyczasie wciąż udzielała się jako aktorka, lecz swoją najpopularniejszą rolę odegrała dopiero w 2003 roku w filmie Johna Camerona Mitchella Shortbus, w którym wcieliła się w postać Sofii, terapeutki seksualnej, tkwiącej w nieszczęśliwym związku. CBC zwolniło artystkę po przyjęciu roli w tym filmie (wydanym trzy lata później, w 2006 roku), ponieważ zawierał on zbyt śmiałe sceny – nieudawane sekwencje stosunków płciowych oraz masturbacji, także z udziałem Lee. Radio CBC pozwoliło artystce ponownie wstąpić w swoje szeregi, gdy wstawili się za nią tacy artyści jak Julianne Moore, Francis Ford Coppola, Yoko Ono i Michael Stipe. W 2006 roku podczas International Cinephile Society Awards Lee została wyróżniona nagrodą dla najlepszej aktorki drugoplanowej. Wspólnie z innymi członkami obsady filmu została również nominowana do nagrody Gotham w kategorii Najlepszy zespół aktorski.
Wiosną 2004 roku została prowadzącą i współproducentką serii stacji CBC Television pt. The Greatest Canadian.

## Filmografia
aktorka
- Relentless: Mind of a Killer (1993) jako Jennifer
- Green Dolphin Beat (1994) jako Mai-ling
- M.A.N.T.I.S. (1994) jako Woo Kang
- Złe towarzystwo (Bad Company, 1995) jako kelnerka
- Sliders: Piąty wymiar (Sliders, 1995) jako Pat
- The Newsroom (1997) jako sekretarka
- Boy Meets Girl (1998) jako Judy
- Island of Shadows: D'Arcy Island Leper Colony, 1891-1924 (2000) jako narratorka
- Cal do szczęścia (Hedwig and the Angry Inch, 2001) jako Kwahng-Yi
- The Art of Woo (2001) jako Alessa Woo
- 3 Needles (2005) jako Tong Xiu
- Shortbus (2006) jako Sofia
- Toronto Stories (2008) jako Willia

reżyser
- Five Feminist Minutes (segment Escapades of One Particular Mr. Noodle, 1990)
- Hey, Kelly! (1992)
- Girl Cleans Sink (2004)
- Unlocked (2005)
- Toronto Stories (segment The Brazilian, 2008)

scenarzystka
- Girl Cleans Sink (2004)
- Unlocked (2005)
- Toronto Stories (segment The Brazilian, 2008)

producent
- Girl Cleans Sink (2004)

kompozytor
- Hey, Kelly! (1992)
- Girl Cleans Sink (2004)